# ريو هوزومي
ريو هوزومي (باليابانية: 穂積諒) هو لاعب كرة قدم ياباني في مركز الدفاع، ولد في 30 مايو 1994 في تشيبا في اليابان. لعب مع Vanraure Hachinohe ‏.

## وصلات خارجية
- ريو هوزومي على موقع رابطة كرة القدم اليابانية للمحترفين (اليابانية)
- ريو هوزومي على موقع قاعدة بيانات كرة القدم.إي يو (الإنجليزية)
- ريو هوزومي على موقع Soccerway.com (الإنجليزية)